# Ramón Aguiló
Ramón Aguiló Munar (Palma de Mallorca, 3 de febrero de 1950) es un político e ingeniero industrial español.

## Biografía
Nació en Palma de Mallorca en 1950. Estudió el bachillerato con becas aprovechando los periodos vacacionales para trabajar como mozo en un establecimiento fotográfico y como electricista. A los diecisiete años fue admitido en la Escuela Técnica Superior de Ingenieros Industriales de Barcelona y se tituló en Ingeniería Industrial en 1972. Dos años más tarde empezó a trabajar en la compañía Electrificaciones de Mallorca y en 1976 ingresó de manera eventual en SEAF-PPO. 
Su entrada en el mundo de la política comenzó en septiembre de 1974, cuando se afilió a la Federación Socialista Balear. Fue miembro de su comité provincial y desde el XXVII Congreso en diciembre de 1976 representante de Baleares en el Comité Federal del PSOE. Por este partido se presentó a las Elecciones municipales de 1979 como candidato a la alcaldía de Palma de Mallorca. En dichos comicios su partido obtuvo once concejales frente a los trece de Unión de Centro Democrático (UCD), pero fue nombrado alcalde con el apoyo del PCE y del PSM. Obtuvo la mayoría absoluta en las elecciones de 1983 y 1987, ostentando la máxima representación de la ciudad de Palma durante doce años.